# Джон Кейсі (математик)
Джон Ке́йсі (нар. 12 травня 1820 року, м. Кілбехені, Лімерик, Ірландія) — ірландський математик. Найбільш відомий за теоремою Кейсі в Евклідової геометрії, яка узагальнює нерівність Птолемея. Джон Кейсі та Еміль Лемуан (англ. Emile Lemoine) вважаються засновниками сучасної геометрії кола і трикутника.

## Біографія
Кейсі залишився сиротою у 9 років і далі його ростили сусіди. Освіту він здобув у Мітчелстауні, потім став вчителем у раді національної освіти.
У 1854 році Кейсі став директором центральної типовий школи в Кілкенні.
У 1858 році вступив у Трініті-коледж в Дубліні і в 1862 році здобув ступінь бакалавра.
З 1862 по 1873 рік Кейсі був магістром математики в Кінгстонської школі.
З 1862 по 1868 рік Джон був редактором журналу «Вісник математики» (англ. Messenger of Mathematics).
З 1873 по 1881 рік був професором вищої математики і математичної фізики в католицькому університеті Ірландії.
C 1881 по 1891 рік був лектором з математики в університетському коледжі Дубліна. Цю посаду він обіймав до своєї смерті.

## Родина
У 1847 році Кейсі одружився з Кетрін Райан. У них було четверо дітей, два хлопчики і дві дівчинки.

## Смерть
Кейсі помер від бронхіту 3 січня 1891 року в Дубліні й похований на кладовищі Глансвеніна.

## Звання та нагороди
У 1866 році Кейсі був обраний членом Королівської ірландської академії і впродовж чотирьох років обіймав пост віцепрезидента.
У 1869 році Кейсі отримав почесний ступінь доктора юридичних наук Дублінського університету.
У 1874 році Кейсі обраний членом Лондонського математичного товариства, потім в 1875 року був обраний членом Королівського товариства.
Потім Кейсі був обраний до Ірландської Королівської академії і в 1880 році став членом її ради.
У 1878 році Ірландська Королівська академія присудила йому золоту медаль Каннінгема.
У 1884 році Кейсі обраний членом математичного товариства Франції.
У 1885 році Джон отримав почесний ступінь доктора юридичних наук Королівського університету Ірландії.
Також Кейсі був членом Уельського союзу і Товариства зі збереження ірландської мови.

## Основні роботи
Всього Кейсі написав понад 25 наукових робіт.
- 1880 рік — Про кубічні перетворення [Архівовано 14 квітня 2015 у Wayback Machine.]
- 1882 рік — Перші шість книг Елементів Евкліда [Архівовано 24 січня 2013 у Wayback Machine.], посилання з Проекту Гутенберг
- 1885 рік — Трактат про аналітичну геометрію точок, ліній, кіл і конічних розділів, Друге видання, 1893, посилання з інтернет-архіву
- 1886 рік — Продовження перших шести книг Евкліда, 4-е видання [Архівовано 15 квітня 2019 у Wayback Machine.], посилання з Інтернет-архіву
- 1886 рік — Трактат про елементарну тригонометрію (Дублін)
- 1888 рік — Трактат про плоску тригонометрію, що містить звіт про гіперболічні функції [Архівовано 31 січня 2015 у Wayback Machine.]
- 1889 рік — Трактат про сферичну геометрію, посилання з Інтернет-архіву